# 鞭枝蘚
鞭枝蘚（学名：Isocladiella surcularis）为錦蘚科鞭枝蘚屬下的一个种。